# Ocaria ocrisia
Ocaria ocrisia är en fjärilsart som beskrevs av William Chapman Hewitson 1868. Ocaria ocrisia ingår i släktet Ocaria och familjen juvelvingar. Inga underarter finns listade i Catalogue of Life.

## Bildgalleri

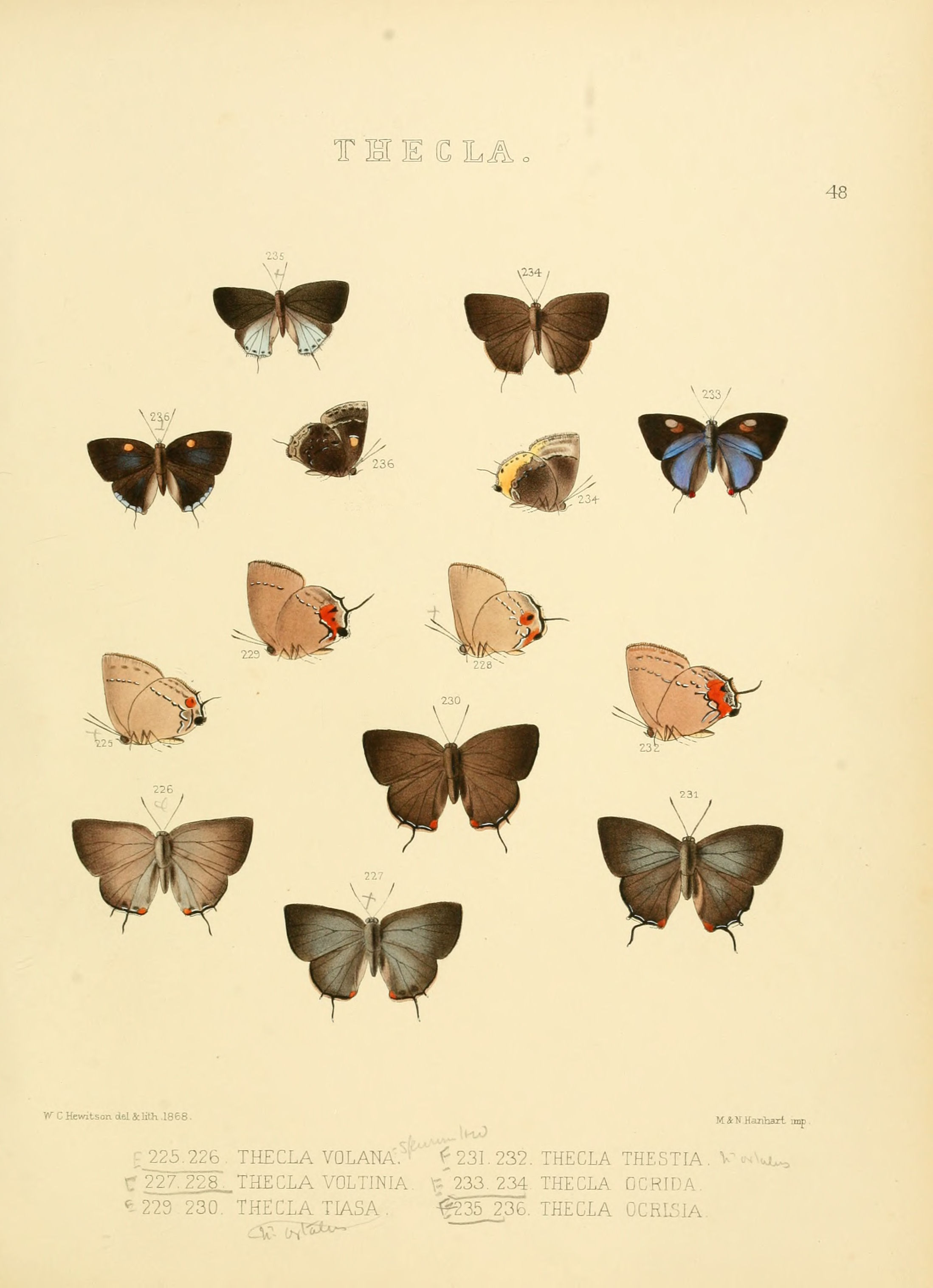
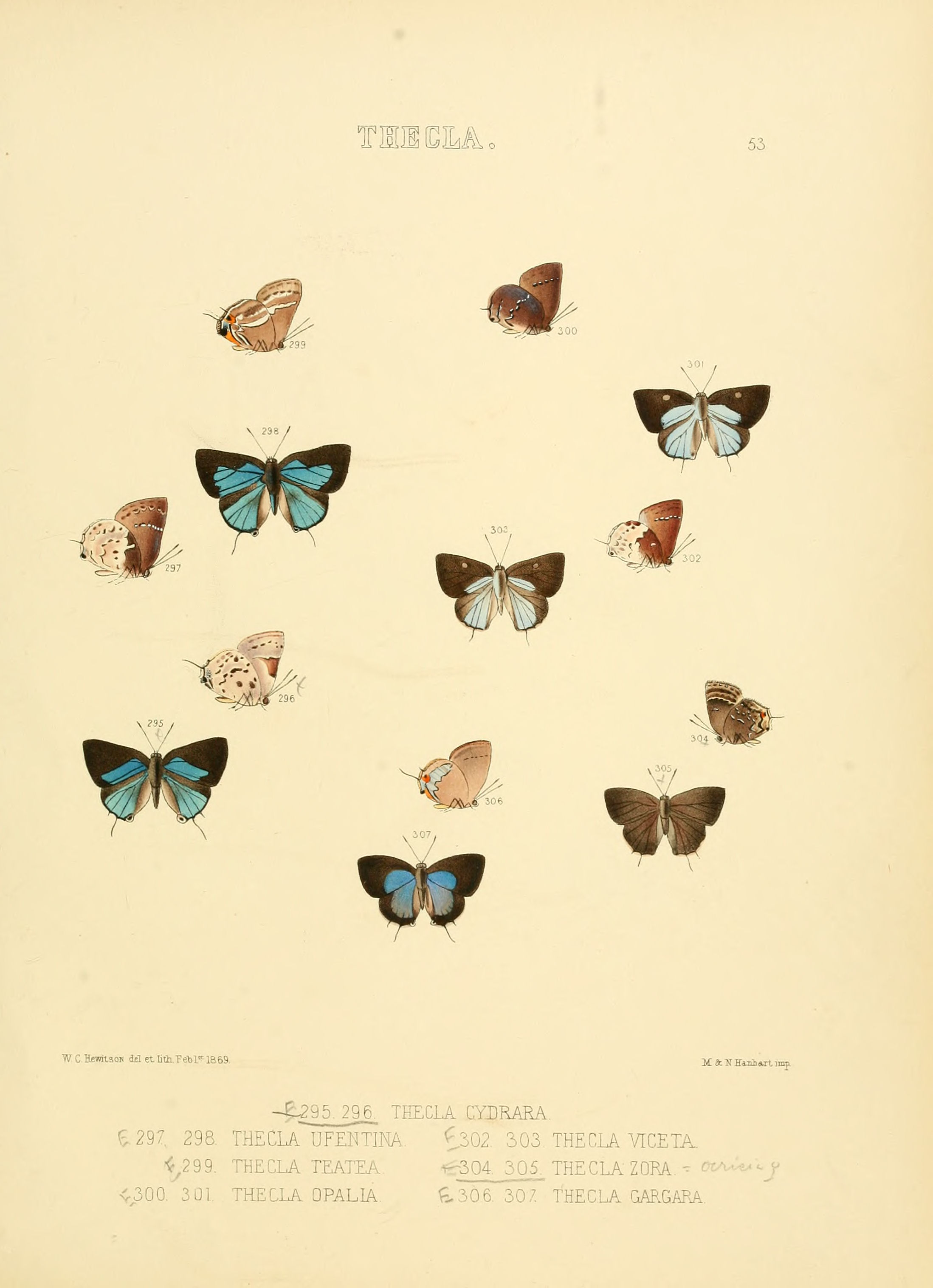